# الملعب الأولمبي (بنوم بن)
ملعب بنوم بن الوطني الأولمبي هو ملعب متعدد الاستخدام يقع في بنوم بن عاصمة كمبوديا . غالبا ما يتم استخدامه لمباريات كرة القدم . يسع الملعب لجلوس 50 ألف متفرج . يعتبر الملعب الرسمي الذي يخوض فيه منتخب كمبوديا مبارياته الدولية . تم افتتاحه في سنة 1964 .